# Atacama Submillimeter Telescope Experiment
L’Atacama Submillimeter Telescope Experiment (ASTE) è un telescopio per frequenze sub-millimetriche costituito da un'antenna da 10 metri costruita da Mitsubishi Electric, gestito dall'Osservatorio astronomico nazionale del Giappone (NAOJ) in collaborazione con l'università del Cile ed altri atenei giapponesi. ASTE è stato precursore del complesso osservativo ALMA verso il quale sono confluiti i successivi sforzi del NAOJ concernenti l'astronomia osservativa ad onde corte.
ASTE è collocato a Pampa La Bola nel deserto di Atacama, Cile, vicino all'osservatorio di Llano de Chajnantor presso il cerro omonimo nel nord del paese. Il telescopio è controllabile da remoto da più siti tramite connessioni satellitari e Internet, ovviando alle difficoltà causate dall'altitudine elevata e dall'accessibilità limitata.
Inizialmente operante per campionare frequenze intorno ai 240 GHz utilizzando una matrice di bolometri collocati sul piano focale, il telescopio è stato aggiornato nel 2018 con un sistema di ricevitori per frequenze maggiori, a 345 GHz ed a 460 GHz.